# Élections législatives swazies de 2013
Des élections législatives se tiennent au Royaume du Swaziland le 20 septembre 2013. Il s'agit d'élire 55 des 65 membres de l'Assemblée, la chambre basse du parlement du Swaziland.

## Contexte et système politique
Le Swaziland est une monarchie absolue, sous l'autorité du roi Mswati III. Les partis politiques ne sont pas autorisés à prendre part aux élections, et ce depuis 1973,.
« Le Parlement a très peu de pouvoirs ». Il est composé d'un Sénat, dont les deux tiers des membres sont nommés par le roi et le tiers restant par les députés, et d'une Assemblée (chambre basse), dont dix membres sur soixante-cinq sont nommés par le roi. Les autres sont élus par ses sujets, mais une présélection est opérée au mois d'août dans les conseils locaux des chefferies ; ainsi, « les candidats sont sélectionnés par les chefs traditionnels loyaux envers le roi »,. Chaque chefferie retient les noms de trois candidats, qui se présentent alors devant les électeurs. Le Parlement n'a que très peu de contrôle sur le gouvernement. Le Premier ministre et ses ministres sont nommés par le roi, sans consulter le corps législatif. La Constitution permet en principe au Parlement d'émettre une motion de censure à l'encontre du gouvernement, mais cette disposition n'est pas respectée dans la pratique. Le roi peut dissoudre le Parlement à sa guise, et appliquer son veto à toute loi adoptée par les législateurs.
Pour les élections de 2013, le principal mouvement d'opposition, le Mouvement démocratique populaire unifié, appelle au boycott, dénonçant une mascarade,.

## Résultats
Plusieurs ministres sortants sont battus. Jan Sithole, militant pour la démocratie, ancien syndicaliste, et dirigeant du Parti démocratique du Swaziland, est élu député de la ville de Manzini. Plusieurs autres élus appartiennent à des mouvements d'opposition, qui consolident leur présence au Parlement, et la majorité des sièges reviennent à des candidats élus pour la première fois. Néanmoins, les conservateurs disposent toujours d'une nette majorité, et les organisations des droits de l'homme soulignent que les députés réformateurs auront très peu de marge de manœuvre, dans ce système où prédomine l'autorité du roi.
Alors que le Parlement sortant avait inclus cinq femmes, une seule femme est élue en 2013 : Esther Dlamini, vice-présidente du Parlement sortant, qui est réélue députée de la capitale, Mbabane, avec une très nette majorité. Parmi les dix membres nommés par le roi, toutefois, se trouvent trois femmes, dont la princesse Ncengencenge. Le roi reconduit le Premier ministre sortant, son demi-frère Barnabas Dlamini, à son siège de député, et lui confère un quatrième mandat consécutif au poste de Premier ministre,.
Le Commonwealth des Nations publie son rapport sur les élections, qu'il décrit comme n'ayant pas atteint les normes attendues en termes de crédibilité et de démocratie.